# House of Balloons
House of Balloons blev Abel Tesfaye (The Weeknd) debut mixtape og blev udgivet til fri download den 21 marts 2011. House of Balloons blev første del af hans første udgivelse, Trilogy.
The Weeknd var selv med til at producere få af sangene (Loft Music, The Party & the After Party, What You Need), dog var det den canadiske producer Illangelo som producerede det meste af mixtapet, med hjælp fra den også canadiske Doc McKinney.
Abel Tesfaye skrev selv størstedelen af alle teksterne på dette mixtape, dog var McKinney med til at finjustere teksterne i sidste ende.
På mixtapet er disse samples blevet brugt:
- "What You Need" indeholder dele af "Rock the Boat" af Aaliyah.
- "House of Balloons/Glass Table Girls" samples "Happy House" af Siouxsie & the Banshees.
- "The Party & The After Party" samples "Master of None" by Beach House.
- "Loft Music" samples "Gila" by Beach House.
- "The Knowing" samples "Cherry Coloured Funk" af Cocteau Twins.